# Мазари Шариф
Мазари Шариф (на дари: مزار شریف, Mazâr-e Šarif — буквално „свещена гробница“) е четвъртият по големина град в Афганистан, административен център на провинция Балх. Градът има население от 469 247 души (1 януари 2020).
В Мазари Шариф живеят представители на различни афганистански националности. Той е едно от свещените места за шиитите, тъй като именно тук, както се предполага, е погребан Али. От 1992 до 1997 година Мазари Шариф е резиденция на генерал Абдул Рашид Дустум. От 1998 до 2001 година градът е под контрола на талибаните. На 25 ноември 2001 година в околностите на Мазари Шариф избухва кървав бунт на пленените талибани, при потушаването на който умират около 700 души.